# España en los Juegos Europeos
España en los Juegos Europeos está representada por el Comité Olímpico Español. Ha obtenido un total de 100 medallas: 34 de oro, 30 de plata y 36 de bronce.

## Medalleros

### Por edición
| Evento        | Oro | Plata | Bronce | Total |
| ------------- | --- | ----- | ------ | ----- |
| Bakú 2015     | 8   | 11    | 11     | 30    |
| Minsk 2019    | 5   | 2     | 6      | 13    |
| Cracovia 2023 | 21  | 17    | 19     | 57    |
| TOTAL         | 34  | 30    | 36     | 100   |

### Por deporte
| Evento                | Oro | Plata | Bronce | Total |
| --------------------- | --- | ----- | ------ | ----- |
| Atletismo             | 3   | 0     | 2      | 5     |
| Bádminton             | 2   | 0     | 1      | 3     |
| Baloncesto 3x3        | 0   | 1     | 2      | 3     |
| Balonmano playa       | 1   | 1     | 0      | 2     |
| Boxeo                 | 1   | 1     | 2      | 4     |
| Ciclismo              | 1   | 0     | 1      | 2     |
| Esgrima               | 0   | 0     | 1      | 1     |
| Fútbol playa          | 1   | 1     | 1      | 3     |
| Gimnasia              | 2   | 0     | 1      | 3     |
| Judo                  | 0   | 1     | 1      | 2     |
| Karate                | 7   | 0     | 1      | 8     |
| Kickboxing            | 0   | 1     | 1      | 2     |
| Lucha                 | 0   | 0     | 1      | 1     |
| Natación              | 0   | 2     | 2      | 4     |
| Natación sincronizada | 3   | 4     | 0      | 7     |
| Pádel                 | 2   | 2     | 1      | 5     |
| Pentatlón moderno     | 0   | 1     | 0      | 1     |
| Piragüismo            | 3   | 4     | 3      | 10    |
| Rugby 7               | 0   | 0     | 1      | 1     |
| Saltos                | 0   | 0     | 2      | 2     |
| Sambo                 | 0   | 0     | 2      | 2     |
| Taekwondo             | 4   | 3     | 6      | 13    |
| Tiro                  | 2   | 2     | 1      | 5     |
| Tiro con arco         | 2   | 4     | 3      | 9     |
| Waterpolo             | 0   | 2     | 0      | 2     |
| TOTAL                 | 34  | 30    | 36     | 100   |